# Hindman (Kentucky)
Hindman – miasto w Stanach Zjednoczonych, w stanie Kentucky, siedziba administracyjna hrabstwa Knott.